# Josef Krob
Josef Krob (* 9. prosince 1956 Žďár nad Sázavou) je český filozof a profesor na Filozofické fakultě Masarykovy univerzity, kde působil v letech 2006–2014 také jako její děkan. Věnuje se evoluční ontologii, problematice vzniku vesmíru, gnoseologii a dalším oblastem filozofie. Absolvoval gymnázium ve Žďáru nad Sázavou a studijní pobyty v (2000) Maison des sciences de l'homme, Paris, (1999) Université de Bourgogne, Dijon, (1995) Maison des sciences de l'homme, Paris, (1992) Institute d'astrophysique, Liege, (1992) Université libre, Brusel, (1991) Université de Bourgogne, Dijon.
Za normalizace byl členem KSČ a působil na studijním pobytu na Ústavu marxismu-leninismu VUT (1982–1984).